# Eumichtis ochracea
Eumichtis ochracea là một loài bướm đêm trong họ Noctuidae.